# We are Juice=Juice
『We are Juice=Juice』（ウィーアー ジュースジュース）は、ベイエフエム（bayfm）で放送されていたラジオのトーク番組。

## 概要
Juice=Juiceのメジャーデビュー直後からスタートした初めてのレギュラーラジオ番組にして、最長のレギュラー番組であった。
毎週、Juice=Juiceのメンバーが基本的に2人、または3人出演し、トークを繰り広げた。回によってはメンバー全員が出演したり、生放送を行うこともあった。
番組名はJuice=Juiceがライブ前に気合を入れるために行う掛け声から名づけられていた。そのため、番組冒頭では「あかり（植村） るる れい ゆめ りあい いちか りさ きさき さくら あかり（遠藤） We are Juice=Juice!」（2022年10月〜放送終了）というジングルが使われていた。
2020年4月8日（7日深夜）の放送以降、『MOZAIKU NIGHT』内に移動。冒頭と番組最後に同番組でパーソナリティを務めるYouTuberのめがね（当初は長弘翔子）、池田勝（ジグザグジギー）への一言が挿入されるようになった。
番組終了後には、ベイエフエム公式サイトにて冒頭におまけトーク、配信の最後には最後の一言の意味を追加したインターネット放送版を配信していた。
2022年2月23日（22日深夜）の放送で番組ハッシュタグが「#WAJJ」に決まった。
2023年3月29日（28日深夜）をもって放送終了。9年半・491回の放送に幕を下ろした。

## 放送時間

### 放送終了時点の放送時間
- 水曜（火曜深夜） 2:00 - 2:20（2020年10月7日（6日深夜） - 2023年3月29日（28日深夜））

### 放送時間の変遷
- 木曜 21:30 - 21:45（2013年10月3日 - 2014年3月27日）[5]
- 火曜 22:30 - 22:47（2014年4月1日 - 2018年3月27日）[6]
- 火曜 22:30 - 22:57（2018年4月3日 - 2020年3月31日）[7]
- 水曜（火曜深夜） 3:00 - 3:28（2020年4月8日（7日深夜） - 2020年9月30日（29日深夜））

## 現在のコーナー
番組冒頭の一言
メンバーが番組冒頭に一言言い、その意味をトークするコーナー。
メッセージ紹介
リスナーからの質問やメッセージを紹介するコーナー。
We are Juice=Juiceカフェ
リスナーから募集したトークテーマを元にメンバーがそれについて話すコーナー。基本的に担当2週目にあたる放送回でおこなっている。
最後の一言
番組冒頭の一言と同様にメンバーが番組最後に一言言い、インターネット放送でそれがどういう意味なのかトークするコーナー。
なお、コーナーとコーナーの間にはJuice=Juiceの楽曲を流している。

## 過去のコーナー
ラジオ武道館
初の単独日本武道館公演に向けて、月1テーマを設けてメッセージを募集していたコーナー。
何が見えたの?? 明日はどっちなの?? ゴーーール!!
『Goal〜明日はあっちだよ〜』の歌詞「Goalが見えたと笑って」の「Goalが見えた」の部分をもじったメッセージ・笑った理由を募集し、メンバーが歌い上げていたコーナー。
宮本佳林プロデュース! 植村あかりの世界一 あま～い言葉
植村あかりに言ってほしいセリフとシチュエーション、その理由を募集していたコーナー。
次回メンバー質問BOOK
メンバーの質問に対し、次回の担当メンバーが回答していたコーナー。
Juice=Juiceのひとりしゃべりしちゃおう
メンバーがお題を出し合って即興でフリートークをしていたコーナー。リスナーからもお題とその理由を募集していた。
Juice=Juiceのbayfmで歌ってみました～!
不定期コーナー。リスナーの近況や悩みを受けて、メンバーがアカペラで1フレーズを披露していたコーナー。
We are Juice=Juiceハロプロ名曲プレイリスト
ハロー!プロジェクトの楽曲で名曲だと思う曲をメンバーが選び、プレイリストに追加していたコーナー。
それってねぇ、褒めているよ ～うちらがいるやん!
不定期コーナー。リスナーのネガティブな告白をJuice=Juiceが応援、褒めまくるコーナー。
まなか、大丈夫か?
不定期コーナー。リスナーのエピソードに対し、『○○大丈夫か?』とリスナーが呼び捨てされたい名前を叫んで励ますコーナー。
恋がはじまる～
不定期コーナー。リスナーが思う恋が始まる瞬間、恋が始まった瞬間を募集するコーナー。メンバーがそれに対して意見を述べていく。

## 公開録音・公開生放送
2013年
- 12月23日 - アリオ蘇我 CHRISTMAS LOVE & LIVE（公開生放送）[17]

2017年
- 11月25日 - 40th Anniversaryユアエルム presents AUTUMN FESTIVAL-bayfm公開録音EDITION-（公開録音）[18]

## 備考

### 初出演
- 2017年7月25日の放送が当時、新メンバーだった梁川奈々美、段原瑠々の初めての出演となった[19]。
- 2018年7月17日の放送が当時、新メンバーだった稲場愛香の初めての出演となった[20]。
- 2019年9月3日の放送が当時、新メンバーだった工藤由愛、松永里愛の初めての出演となった[21]。
- 2020年8月5日（4日深夜）の放送が井上玲音の初めての出演となった[22]。
- 2021年10月20日（19日深夜）の放送が有澤一華、入江里咲、江端妃咲の初めてのラジオ出演となった[注 3][23]。
- 2022年10月5日（4日深夜）の放送が石山咲良の初出演回、翌週の10月12日（11日深夜）の放送が遠藤彩加里の初出演回になった[24][25][注 4]。

### 最後の出演
- 2019年3月5日の放送が梁川奈々美の最後の出演となった[26]。
- 2019年6月11日の放送が宮崎由加の最後の出演となった[27][注 5]
- 2020年12月9日（8日深夜）の放送が宮本佳林の最後の出演となった[28]。
- 2021年2月12日に高木紗友希のハロー!プロジェクト及びJuice=Juiceの活動終了を発表したため、同年2月10日（9日深夜）の出演が実質的な最後の出演となった[29][30]。
- 2021年11月24日（23日深夜）の放送が金澤朋子の最後の出演となり、金澤ひとりで放送した[31]。
- 2022年5月25日（24日深夜）の放送が稲場愛香の最後の出演となり、稲場ひとりで放送した[32]。

### 特別回・エピソード
- 2016年8月16日の放送はベイエフエム『ON8+1』とのコラボレーションし、ニコニコ生放送と同時放送を行った[33]。
- 2019年4月23日から2019年6月4日までは宮崎由加の卒業特別企画「LOVE!宮崎さん」と題して宮崎がメンバー1人1人と対談をおこなった[34]。
- 2020年11月18日（17日深夜）から2020年12月9日（8日深夜）までは宮本佳林の卒業特別企画を放送した[35]。1週目は宮本と工藤由愛、松永里愛、井上玲音、2週目は宮本と段原瑠々、稲場愛香、3週目はオリジナルメンバーの4人、4週目は宮本が1人でこれまでを振り返った。
- 2021年2月17日（16日深夜）、高木のハロー!プロジェクト及びJuice=Juiceの活動終了に伴い、予定していた内容を変更して放送した[36]。
- 2021年10月6日（5日深夜）の放送で一時活動休止していた金澤朋子が復帰し、10月13日（12日深夜）の放送では卒業について語った[37][38][39]。同年10月27日（26日深夜）からは卒業企画「金澤朋子大感謝祭」を放送。初週は有澤一華、入江里咲、江端妃咲の3人が[40]、第2週目は井上玲音、工藤由愛、松永里愛が[41]、第3週目は稲場愛香、段原瑠々が[42]、第4週目は植村あかりが出演し[43]、金澤への感謝を伝えた。
- 2022年4月20日（19日深夜）からは稲場愛香の卒業企画が始動し、初週は有澤一華、入江里咲、江端妃咲が、第2週目は工藤由愛、松永里愛、第3週目は井上玲音、第4週目は段原瑠々、第5週目は植村あかりが稲場の凄い所を発表した[44][45][46][32]。